# Oortjesgeld
Het zogenaamde Oortjesgeld was een verplichte belastingheffing op diverse transacties, waarvan de opbrengst bestemd was voor de armen. Deze belasting werd geheven in de vroegmoderne tijd in verschillende gebieden en steden in de Republiek der Verenigde Nederlanden.
Zo bepaalde in Friesland de Staatsresolutie van 15 april 1590, dat van de stuivergelden die de pachters van iedere gulden pachtpenningen betaalden, een oortje werd besteed ten profijte van de armen aldaar. De Oortjesgelden werden door de grietman (Friese burgemeester) uitgedeeld aan de diakenen of burgerlijke armbesturen.
In het Friese dorp Schettens kreeg de plaatselijke kerkvoogdij voor het laatst de Oortjesgelden op 4 maart 1796 uit handen van het gerecht van Wonseradeel.